# Сююрташ (Ленинский район)
Сююрта́ш (укр. Сююрташ, крымскотат. Süyür Taş, Сююр Таш) — исчезнувшее село в Ленинском районе Республики Крым, располагавшееся на северо-востоке района и Керченского полуострова, у берега Азовского моря, у устья балки Сюерташская, примерно в 1,5 км на северо-восток от современного села Золотое.

## История
Впервые в доступных источниках селение встречается на карте 1836 года, на которой в деревне 15 дворов, как и на карте 1842 года, где Сююрташ обозначен, как развалины, также и на трёхверстовой карте 1865—1876 года. По «Памятной книге Таврической губернии 1889 года», по результатам Х ревизии 1887 года, в деревнях Суйруташ и Чомши, Сарайминской волости Феодосийского уезда, вместе числилось 56 дворов и 278 жителей. По «…Памятной книжке Таврической губернии на 1892 год» в безземельной деревне Сиюрташ, не входившей ни в одно сельское общество, жителей и домохозяйств не числилось. На верстовой карте Крыма 1896—1926 года в селении обозначено 3 двора с русским населением. По «…Памятной книжке Таврической губернии на 1902 год» на хуторе Сиюрташ, входившем в Ново-Александровское сельское общество, числилось 5 жителей, домохозяйств не имеющих. По Статистическому справочнику Таврической губернии. Ч.II-я. Статистический очерк, выпуск пятый Феодосийский уезд, 1915 год, в имении Суюрташ-Культобе (Плаксиных) Сарайминской волости Феодосийского уезда числился 1 двор без населения.
После установления в Крыму Советской власти, по постановлению Крымревкома, 25 декабря 1920 года из Феодосийского уезда был выделен Керченский (степной) уезд, а, постановлением ревкома № 206 «Об изменении административных границ» от 8 января 1921 года была упразднена волостная система и в составе Керченского уезда был создан Керченский район в который вошло село (в 1922 году уезды получили название округов. 11 октября 1923 года, согласно постановлению ВЦИК, в административное деление Крымской АССР были внесены изменения, в результате которых округа были отменены и основной административной единицей стал Керченский район в который вошло село. Согласно Списку населённых пунктов Крымской АССР по Всесоюзной переписи 17 декабря 1926 года, в селе Сююрташ, Маяк-Салынского сельсовета Керченского района, числилось 6 дворов, из них 5 крестьянских, население составляло 20 человек, из них 11 украинцев и 9 белорусов. Постановлением ВЦИК «О реорганизации сети районов Крымской АССР» от 30 октября 1930 года (по другим сведениям 15 сентября 1931 года) Керченский район упразднили и село включили в состав Ленинского, а, с образованием в 1935 году Маяк-Салынского района (переименованного 14 декабря 1944 года в Приморский) — в состав нового района. На подробной карте РККА Керченского полуострова 1941 года в селе обозначено 6 дворов. Исключён из учётных данных в 1948 году.

### Динамика численности населения
- 1889 год — 278 чел.[8][23]
- 1892 год — 0 чел.[9]
- 1902 год — 5 чел.[11]
- 1915 год — 0 чел.[12]
- 1926 год — 20 чел.[17]